# Загір (халіф)
Аз-Загір (*1176 — 10 липня 1226) — 35-й володар Багдадського халіфату в 1225—1226 роках. Тронне ім'я перекладається з арабської мови як «Той, хто виділяється з наказу Бога». Повне ім'я — Абу ан-Наср Абул-Азіз Мухаммад ібн Ахмад ан-Насір аз-Загір ві-амр-Аллах.

## Життєпис
Походив з династії Аббасидів. Син халіфа ан-Насіра. Народився у 1176 році в Багдаді. При народженні отримав ім'я Мухаммад. Замолоду допомагав батькові в управлінні державою. У 1189 році його визначено спадкоємцем трону. Втім, у 1205 році його замінено як спадкоємця братом Абу'л-Хасаном. Лише смерть останнього у 1216 році дала змогу Мухаммаду знову стати спадкоємцем.
У 1225 році після смерті батька успадкував владу під ім'ям аз-Загір. Його володарювання не було тривалим. Основні зусилля халіф доклав задля зміцнення оборони країни, її міст, а також посилення війська, готуючись до протистояння з монголами Чингисханами, які знищили державу Хорезмшахів. Разом з тим відомо, що аз-Загір знизив податки (невідомо, які саме).
Помер у 1226 році. Владу успадкував старший син Мансур.

## Родина
- Мансур (1192—1242), 36-й халіф у 1226—1242 роках
- Ахмад (д/н—1261), 1-й халіф в Каїрі у 1261 році